# Vingt-septième district congressionnel du Texas
Le 27e district congressionnel du Texas couvre la courbe côtière de la côte du golfe du Texas, composée de Corpus Christi et de Victoria jusqu'au Comté de Bastrop, près d'Austin. Son Représentant actuel est le Républicain Michael Cloud. Cloud a été élu dans le district lors d'une élection spéciale le 30 juin 2018 pour remplacer l'ancien Représentant Républicain Blake Farenthold, qui avait démissionné le 6 avril,.
Le 27e district a été créé à la suite du cycle de redécoupage après le recensement de 1980.
Le district compte un peu moins de 50 % d'Hispaniques, en baisse par rapport aux 70 % de population hispanique au cours des cycles 2002-2010, lorsque le district s'étendait de Corpus Christi à Brownsville.
En août 2017, un panel de juges fédéraux a statué que le 27e district était inconstitutionnel, arguant qu'il supplantait un district d'opportunités hispaniques. Cependant, la Cour suprême des États-Unis a par la suite annulé la décision, déclarant le district constitutionnel dans l'affaire Abbott v. Perez.

## Historique de vote
| Année | Poste     | Résultats              |
| ----- | --------- | ---------------------- |
| 2000  | Président | Gore 49,0 % – 48,0 %   |
| 2004  | Président | Bush 55,0 % – 45,0 %   |
| 2008  | Président | Obama 53,0 % - 46,0 %  |
| 2012  | Président | Romney 61,0 % – 38,0 % |
| 2016  | Président | Trump 60,0 % – 36,0 %  |
| 2020  | Président | Trump 61,0 % – 37,0 %  |

## Liste des Représentants du district
| Membre                             | Parti       | Années                          | Congrès     | Histoire électorale | Zone géographique |
| ---------------------------------- | ----------- | ------------------------------- | ----------- | --- | --- |
| District établit le 3 janvier 1983 |             |                                 |             | | |
| Solomon P. Ortiz                   | Démocrate   | 3 janvier 1983 - 3 janvier 2011 | 98e - 111e  | Élu en 1982. Réélu en 1984. Réélu en 1986. Réélu en 1988. Réélu en 1990. Réélu en 1992. Réélu en 1994. Réélu en 1996. Réélu en 1998. Réélu en 2000. Réélu en 2002. Réélu en 2004. Réélu en 2006. Réélu en 2008. Perd sa réélection. | 1983–1985 |
| Solomon P. Ortiz                   | Démocrate   | 3 janvier 1983 - 3 janvier 2011 | 98e - 111e  | Élu en 1982. Réélu en 1984. Réélu en 1986. Réélu en 1988. Réélu en 1990. Réélu en 1992. Réélu en 1994. Réélu en 1996. Réélu en 1998. Réélu en 2000. Réélu en 2002. Réélu en 2004. Réélu en 2006. Réélu en 2008. Perd sa réélection. | 1985–1993 |
| Solomon P. Ortiz                   | Démocrate   | 3 janvier 1983 - 3 janvier 2011 | 98e - 111e  | Élu en 1982. Réélu en 1984. Réélu en 1986. Réélu en 1988. Réélu en 1990. Réélu en 1992. Réélu en 1994. Réélu en 1996. Réélu en 1998. Réélu en 2000. Réélu en 2002. Réélu en 2004. Réélu en 2006. Réélu en 2008. Perd sa réélection. | 1993–2003 Cameron, Kenedy, et Nueces; parties de Kleberg et Willacy                                                                                      |
| Solomon P. Ortiz                   | Démocrate   | 3 janvier 1983 - 3 janvier 2011 | 98e - 111e  | Élu en 1982. Réélu en 1984. Réélu en 1986. Réélu en 1988. Réélu en 1990. Réélu en 1992. Réélu en 1994. Réélu en 1996. Réélu en 1998. Réélu en 2000. Réélu en 2002. Réélu en 2004. Réélu en 2006. Réélu en 2008. Perd sa réélection. | 2003–2005 Cameron, Kenedy, et Willacy ; parties de Kleberg et Nueces                                                                                     |
| Solomon P. Ortiz                   | Démocrate   | 3 janvier 1983 - 3 janvier 2011 | 98e - 111e  | Élu en 1982. Réélu en 1984. Réélu en 1986. Réélu en 1988. Réélu en 1990. Réélu en 1992. Réélu en 1994. Réélu en 1996. Réélu en 1998. Réélu en 2000. Réélu en 2002. Réélu en 2004. Réélu en 2006. Réélu en 2008. Perd sa réélection. | 2005–2013 Kenedy, Kleberg, Nueces et Willacy; parties de Cameron et San Patricio                                                                         |
| Blake Farenthold                   | Républicain | 3 janvier 2011 - 6 avril 2018   | 112e - 115e | Élu en 2010. Réélu en 2012. Réélu en 2014. Réélu en 2016. Démissionne. | |
| Blake Farenthold                   | Républicain | 3 janvier 2011 - 6 avril 2018   | 112e - 115e | Élu en 2010. Réélu en 2012. Réélu en 2014. Réélu en 2016. Démissionne. | 2013–2023 Aransas, Calhoun, Jackson, Lavaca, Matagorda, Nueces, Refugio, Victoria et Wharton; parties de Bastrop, Caldwell, Gonzales et San Patricio     |
| Vacant                             | Vacant      | 6 avril 2018 - 30 juin 2018     | 115e        | | |
| Michael Cloud                      | Républicain | 30 juin 2018 - Présent          | 115e - 119e | Élu pour terminer le mandat de Farenthold. Réélu en 2018. Réélu en 2020. Réélu en 2022. Réélu en 2024. | |
| Michael Cloud                      | Républicain | 30 juin 2018 - Présent          | 115e - 119e | Élu pour terminer le mandat de Farenthold. Réélu en 2018. Réélu en 2020. Réélu en 2022. Réélu en 2024. | 2023–Présent Aransas, Bastrop (en partie), Bee, Caldwell, Calhoun, De Witt, Goliad, Gonzales, Jackson, Lavaca, Nueces, Refugio, San Patricio et Victoria |

## Résultats des récentes élections
Voici les résultats des dix précédents cycles électoraux dans le district.

## Frontières historiques du district

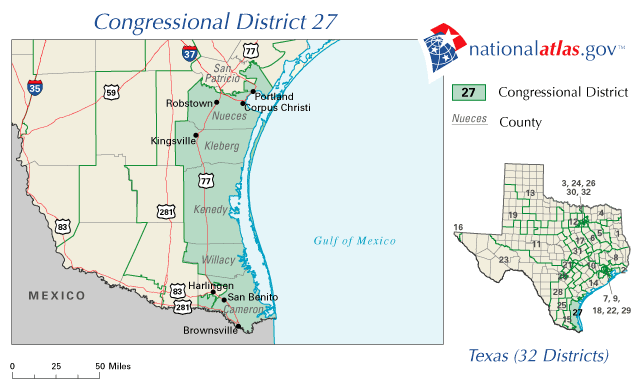
2005 - 2013

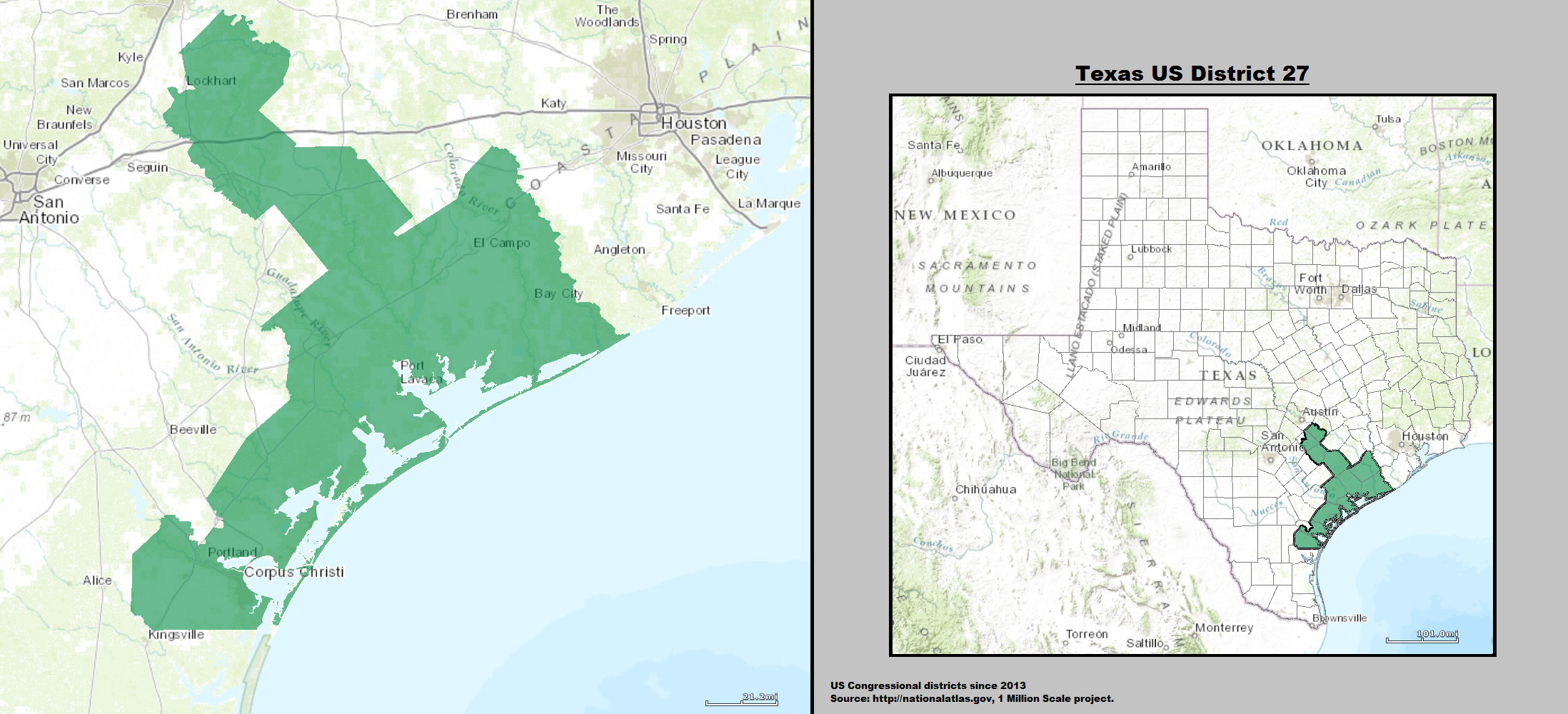
2013 - 2023

### 2004
| Élection de 2004 du 27e district congressionnel du Texas | Élection de 2004 du 27e district congressionnel du Texas | Élection de 2004 du 27e district congressionnel du Texas | Élection de 2004 du 27e district congressionnel du Texas | Élection de 2004 du 27e district congressionnel du Texas |
| -------------------------------------------------------- | -------------------------------------------------------- | -------------------------------------------------------- | -------------------------------------------------------- | -------------------------------------------------------- |
| Parti                                                    | Parti                                                    | Candidat                                                 | Votes                                                    | %                                                        |
|                                                          | Démocrate                                                | Solomon A. Ortiz (sortant)                               | 112 081                                                  | 63,1                                                     |
|                                                          | Républicain                                              | William Vaden                                            | 61 955                                                   | 34,9                                                     |
|                                                          | Libertarien                                              | Christopher Claytor                                      | 3500                                                     | 2,0                                                      |
| Total des votes                                          | Total des votes                                          | Total des votes                                          | 177 536                                                  | 100 %                                                    |
|                                                          | Les Démocrates conservent                                |                                                          |                                                          |                                                          |

### 2006
| Élection de 2006 du 27e district congressionnel du Texas | Élection de 2006 du 27e district congressionnel du Texas | Élection de 2006 du 27e district congressionnel du Texas | Élection de 2006 du 27e district congressionnel du Texas | Élection de 2006 du 27e district congressionnel du Texas |
| -------------------------------------------------------- | -------------------------------------------------------- | -------------------------------------------------------- | -------------------------------------------------------- | -------------------------------------------------------- |
| Parti                                                    | Parti                                                    | Candidat                                                 | Votes                                                    | %                                                        |
|                                                          | Démocrate                                                | Solomon A. Ortiz (sortant)                               | 62 058                                                   | 56,8                                                     |
|                                                          | Républicain                                              | Willie Vaden                                             | 42 538                                                   | 38,9                                                     |
|                                                          | Libertarien                                              | Robert Powell                                            | 4718                                                     | 4,3                                                      |
| Total des votes                                          | Total des votes                                          | Total des votes                                          | 109 314                                                  | 100 %                                                    |
|                                                          | Les Démocrates conservent                                |                                                          |                                                          |                                                          |

### 2008
| Élection de 2008 du 27e district congressionnel du Texas | Élection de 2008 du 27e district congressionnel du Texas | Élection de 2008 du 27e district congressionnel du Texas | Élection de 2008 du 27e district congressionnel du Texas | Élection de 2008 du 27e district congressionnel du Texas |
| -------------------------------------------------------- | -------------------------------------------------------- | -------------------------------------------------------- | -------------------------------------------------------- | -------------------------------------------------------- |
| Parti                                                    | Parti                                                    | Candidat                                                 | Votes                                                    | %                                                        |
|                                                          | Démocrate                                                | Solomon A. Ortiz (sortant)                               | 104 864                                                  | 58,0                                                     |
|                                                          | Républicain                                              | William Willie Vaden                                     | 69 458                                                   | 38,4                                                     |
|                                                          | Libertarien                                              | Robert Powell                                            | 6629                                                     | 3,7                                                      |
| Total des votes                                          | Total des votes                                          | Total des votes                                          | 180 951                                                  | 100 %                                                    |
|                                                          | Les Démocrates conservent                                |                                                          |                                                          |                                                          |

### 2010
| Élection de 2010 du 27e district congressionnel du Texas | Élection de 2010 du 27e district congressionnel du Texas | Élection de 2010 du 27e district congressionnel du Texas | Élection de 2010 du 27e district congressionnel du Texas | Élection de 2010 du 27e district congressionnel du Texas |
| -------------------------------------------------------- | -------------------------------------------------------- | -------------------------------------------------------- | -------------------------------------------------------- | -------------------------------------------------------- |
| Parti                                                    | Parti                                                    | Candidat                                                 | Votes                                                    | %                                                        |
|                                                          | Républicain                                              | Blake Farenthold                                         | 50 976                                                   | 47,9                                                     |
|                                                          | Démocrate                                                | Solomon A. Ortiz (sortant)                               | 50 179                                                   | 47,1                                                     |
|                                                          | Libertarien                                              | Ed Mishou                                                | 5376                                                     | 5,0                                                      |
| Total des votes                                          | Total des votes                                          | Total des votes                                          | 106 531                                                  | 100 %                                                    |
|                                                          | Les Républicains prennent aux Démocrates                 |                                                          |                                                          |                                                          |

### 2012
| Élection de 2012 du 27e district congressionnel du Texas | Élection de 2012 du 27e district congressionnel du Texas | Élection de 2012 du 27e district congressionnel du Texas | Élection de 2012 du 27e district congressionnel du Texas | Élection de 2012 du 27e district congressionnel du Texas |
| -------------------------------------------------------- | -------------------------------------------------------- | -------------------------------------------------------- | -------------------------------------------------------- | -------------------------------------------------------- |
| Parti                                                    | Parti                                                    | Candidat                                                 | Votes                                                    | %                                                        |
|                                                          | Républicain                                              | Blake Farenthold (sortant)                               | 120 684                                                  | 56,8                                                     |
|                                                          | Démocrate                                                | Rose Meza Harrison                                       | 83 395                                                   | 39,2                                                     |
|                                                          | Indépendant                                              | Bret Baldwin                                             | 5354                                                     | 2,5                                                      |
|                                                          | Libertarien                                              | Corrie Byrd                                              | 3218                                                     | 1,5                                                      |
| Total des votes                                          | Total des votes                                          | Total des votes                                          | 212 651                                                  | 100 %                                                    |
|                                                          | Les Républicains conservent                              |                                                          |                                                          |                                                          |

### 2014
| Élection de 2014 du 27e district congressionnel du Texas | Élection de 2014 du 27e district congressionnel du Texas | Élection de 2014 du 27e district congressionnel du Texas | Élection de 2014 du 27e district congressionnel du Texas | Élection de 2014 du 27e district congressionnel du Texas |
| -------------------------------------------------------- | -------------------------------------------------------- | -------------------------------------------------------- | -------------------------------------------------------- | -------------------------------------------------------- |
| Parti                                                    | Parti                                                    | Candidat                                                 | Votes                                                    | %                                                        |
|                                                          | Républicain                                              | Blake Farenthold (sortant)                               | 83 342                                                   | 63,60                                                    |
|                                                          | Démocrate                                                | Wesley Reed                                              | 44 152                                                   | 33,69                                                    |
|                                                          | Libertarien                                              | Roxanne Simonson                                         | 3553                                                     | 2,71                                                     |
| Total des votes                                          | Total des votes                                          | Total des votes                                          | 131 047                                                  | 100 %                                                    |
|                                                          | Les Républicains conservent                              |                                                          |                                                          |                                                          |

### 2016
| Élection de 2016 du 27e district congressionnel du Texas | Élection de 2016 du 27e district congressionnel du Texas | Élection de 2016 du 27e district congressionnel du Texas | Élection de 2016 du 27e district congressionnel du Texas | Élection de 2016 du 27e district congressionnel du Texas |
| -------------------------------------------------------- | -------------------------------------------------------- | -------------------------------------------------------- | -------------------------------------------------------- | -------------------------------------------------------- |
| Parti                                                    | Parti                                                    | Candidat                                                 | Votes                                                    | %                                                        |
|                                                          | Républicain                                              | Blake Farenthold (sortant)                               | 142 251                                                  | 61,69                                                    |
|                                                          | Démocrate                                                | Raul (Roy) Barrera                                       | 88 329                                                   | 38,31                                                    |
| Total des votes                                          | Total des votes                                          | Total des votes                                          | 230 580                                                  | 100 %                                                    |
|                                                          | Les Républicains conservent                              |                                                          |                                                          |                                                          |

### 2018 (Spéciale)
| Élection Spéciale de 2018 du 27e district congressionnel du Texas | Élection Spéciale de 2018 du 27e district congressionnel du Texas | Élection Spéciale de 2018 du 27e district congressionnel du Texas | Élection Spéciale de 2018 du 27e district congressionnel du Texas | Élection Spéciale de 2018 du 27e district congressionnel du Texas |
| ----------------------------------------------------------------- | ----------------------------------------------------------------- | ----------------------------------------------------------------- | ----------------------------------------------------------------- | ----------------------------------------------------------------- |
| Parti                                                             | Parti                                                             | Candidat                                                          | Votes                                                             | %                                                                 |
|                                                                   | Républicain                                                       | Michael Cloud                                                     | 19 856                                                            | 54,74                                                             |
|                                                                   | Démocrate                                                         | Eric Holguin                                                      | 11 595                                                            | 31,96                                                             |
|                                                                   | Démocrate                                                         | Raul (Roy) Barrera                                                | 1747                                                              | 4,81                                                              |
|                                                                   | Républicain                                                       | Bech Bruun (retrait)                                              | 1570                                                              | 4,32                                                              |
|                                                                   | Républicain                                                       | Marty Perez                                                       | 276                                                               | 0,76                                                              |
|                                                                   | Démocrate                                                         | Mike Westergren                                                   | 858                                                               | 2,36                                                              |
|                                                                   | Indépendant                                                       | Judith Cutright                                                   | 172                                                               | 0,47                                                              |
|                                                                   | Libertarien                                                       | Daniel Tinus                                                      | 144                                                               | 0,39                                                              |
|                                                                   | Indépendant                                                       | Christopher Suprun                                                | 51                                                                | 0,14                                                              |
| Total des votes                                                   | Total des votes                                                   | Total des votes                                                   | 36 268                                                            | 100 %                                                             |
|                                                                   | Les Républicains conservent                                       |                                                                   |                                                                   |                                                                   |

### 2018
| Élection de 2018 du 27e district congressionnel du Texas | Élection de 2018 du 27e district congressionnel du Texas | Élection de 2018 du 27e district congressionnel du Texas | Élection de 2018 du 27e district congressionnel du Texas | Élection de 2018 du 27e district congressionnel du Texas |
| -------------------------------------------------------- | -------------------------------------------------------- | -------------------------------------------------------- | -------------------------------------------------------- | -------------------------------------------------------- |
| Parti                                                    | Parti                                                    | Candidat                                                 | Votes                                                    | %                                                        |
|                                                          | Républicain                                              | Michael Cloud (sortant)                                  | 125 118                                                  | 60,32                                                    |
|                                                          | Démocrate                                                | Eric Holguin                                             | 75 929                                                   | 36,61                                                    |
|                                                          | Libertarien                                              | Daniel Tinus                                             | 2100                                                     | 1,01                                                     |
|                                                          | Indépendant                                              | James Duerr                                              | 4274                                                     | 2,06                                                     |
| Total des votes                                          | Total des votes                                          | Total des votes                                          | 207 421                                                  | 100 %                                                    |
|                                                          | Les Républicains conservent                              |                                                          |                                                          |                                                          |

### 2020
| Élection de 2020 du 27e district congressionnel du Texas | Élection de 2020 du 27e district congressionnel du Texas | Élection de 2020 du 27e district congressionnel du Texas | Élection de 2020 du 27e district congressionnel du Texas | Élection de 2020 du 27e district congressionnel du Texas |
| -------------------------------------------------------- | -------------------------------------------------------- | -------------------------------------------------------- | -------------------------------------------------------- | -------------------------------------------------------- |
| Parti                                                    | Parti                                                    | Candidat                                                 | Votes                                                    | %                                                        |
|                                                          | Républicain                                              | Michael Cloud (sortant)                                  | 172 305                                                  | 63,1                                                     |
|                                                          | Démocrate                                                | Ricard "Rick" De La Fuente                               | 95 446                                                   | 34,9                                                     |
|                                                          | Libertarien                                              | Phil Gray                                                | 5482                                                     | 2,0                                                      |
| Total des votes                                          | Total des votes                                          | Total des votes                                          | 273 253                                                  | 100 %                                                    |
|                                                          | Les Républicains conservent                              |                                                          |                                                          |                                                          |

### 2022
| Primaire Républicaine de 2022 du 27e district congressionnel du Texas | Primaire Républicaine de 2022 du 27e district congressionnel du Texas | Primaire Républicaine de 2022 du 27e district congressionnel du Texas | Primaire Républicaine de 2022 du 27e district congressionnel du Texas | Primaire Républicaine de 2022 du 27e district congressionnel du Texas |
| --------------------------------------------------------------------- | --------------------------------------------------------------------- | --------------------------------------------------------------------- | --------------------------------------------------------------------- | --------------------------------------------------------------------- |
| Parti                                                                 | Parti                                                                 | Candidat                                                              | Votes                                                                 | %                                                                     |
|                                                                       | Républicain                                                           | Michael Cloud (sortant)                                               | 45 741                                                                | 72,5                                                                  |
|                                                                       | Républicain                                                           | A.J. Louderback                                                       | 7704                                                                  | 12,2                                                                  |
|                                                                       | Républicain                                                           | Chris Mapp                                                            | 4542                                                                  | 7,2                                                                   |
|                                                                       | Républicain                                                           | Andrew Alvarez                                                        | 2648                                                                  | 4,2                                                                   |
|                                                                       | Républicain                                                           | Eric Mireles                                                          | 2478                                                                  | 3,9                                                                   |

| Primaire Démocrate de 2022 du 27e district congressionnel du Texas | Primaire Démocrate de 2022 du 27e district congressionnel du Texas | Primaire Démocrate de 2022 du 27e district congressionnel du Texas | Primaire Démocrate de 2022 du 27e district congressionnel du Texas | Primaire Démocrate de 2022 du 27e district congressionnel du Texas |
| ------------------------------------------------------------------ | ------------------------------------------------------------------ | ------------------------------------------------------------------ | ------------------------------------------------------------------ | ------------------------------------------------------------------ |
| Parti                                                              | Parti                                                              | Candidat                                                           | Votes                                                              | %                                                                  |
|                                                                    | Démocrate                                                          | Maclovio Perez Jr.                                                 | 13 044                                                             | 59,1                                                               |
|                                                                    | Démocrate                                                          | Anthony Tristan                                                    | 5733                                                               | 26,0                                                               |
|                                                                    | Démocrate                                                          | Victor Melgoza                                                     | 3289                                                               | 14,9                                                               |

| Élection de 2022 du 27e district congressionnel du Texas | Élection de 2022 du 27e district congressionnel du Texas | Élection de 2022 du 27e district congressionnel du Texas | Élection de 2022 du 27e district congressionnel du Texas | Élection de 2022 du 27e district congressionnel du Texas |
| -------------------------------------------------------- | -------------------------------------------------------- | -------------------------------------------------------- | -------------------------------------------------------- | -------------------------------------------------------- |
| Parti                                                    | Parti                                                    | Candidat                                                 | Votes                                                    | %                                                        |
|                                                          | Républicain                                              | Michael Cloud (sortant)                                  | 133 416                                                  | 64,4                                                     |
|                                                          | Démocrate                                                | Maclovio Perez Jr.                                       | 73 611                                                   | 35,6                                                     |
| Total des votes                                          | Total des votes                                          | Total des votes                                          | 207 027                                                  | 100 %                                                    |
|                                                          | Les Républicains conservent                              |                                                          |                                                          |                                                          |

### 2024
| Primaire Républicaine de 2024 du 27e district congressionnel du Texas | Primaire Républicaine de 2024 du 27e district congressionnel du Texas | Primaire Républicaine de 2024 du 27e district congressionnel du Texas | Primaire Républicaine de 2024 du 27e district congressionnel du Texas | Primaire Républicaine de 2024 du 27e district congressionnel du Texas |
| --------------------------------------------------------------------- | --------------------------------------------------------------------- | --------------------------------------------------------------------- | --------------------------------------------------------------------- | --------------------------------------------------------------------- |
| Parti                                                                 | Parti                                                                 | Candidat                                                              | Votes                                                                 | %                                                                     |
|                                                                       | Républicain                                                           | Michael Cloud (sortant)                                               | 53 304                                                                | 74,6                                                                  |
|                                                                       | Républicain                                                           | Scott Mandel                                                          | 10 791                                                                | 15,1                                                                  |
|                                                                       | Républicain                                                           | Luis Espindola                                                        | 3838                                                                  | 5,4                                                                   |
|                                                                       | Républicain                                                           | Chris Mapp                                                            | 3553                                                                  | 5,0                                                                   |

| Primaire Démocrate de 2024 du 27e district congressionnel du Texas | Primaire Démocrate de 2024 du 27e district congressionnel du Texas | Primaire Démocrate de 2024 du 27e district congressionnel du Texas | Primaire Démocrate de 2024 du 27e district congressionnel du Texas | Primaire Démocrate de 2024 du 27e district congressionnel du Texas |
| ------------------------------------------------------------------ | ------------------------------------------------------------------ | ------------------------------------------------------------------ | ------------------------------------------------------------------ | ------------------------------------------------------------------ |
| Parti                                                              | Parti                                                              | Candidat                                                           | Votes                                                              | %                                                                  |
|                                                                    | Démocrate                                                          | Tanya Lloyd                                                        | 10 305                                                             | 53,3                                                               |
|                                                                    | Démocrate                                                          | Anthony Tristan                                                    | 9013                                                               | 46,7                                                               |

| Élection de 2024 du 27e district congressionnel du Texas | Élection de 2024 du 27e district congressionnel du Texas | Élection de 2024 du 27e district congressionnel du Texas | Élection de 2024 du 27e district congressionnel du Texas | Élection de 2024 du 27e district congressionnel du Texas |
| -------------------------------------------------------- | -------------------------------------------------------- | -------------------------------------------------------- | -------------------------------------------------------- | -------------------------------------------------------- |
| Parti                                                    | Parti                                                    | Candidat                                                 | Votes                                                    | %                                                        |
|                                                          | Républicain                                              | Michael Cloud (sortant)                                  | 183 980                                                  | 66,04                                                    |
|                                                          | Démocrate                                                | Tanya Lloyd                                              | 94 596                                                   | 33,96                                                    |
| Total des votes                                          | Total des votes                                          | Total des votes                                          | 278 576                                                  | 100 %                                                    |
|                                                          | Les Républicains conservent                              |                                                          |                                                          |                                                          |